# Замок Инцлинген
Замок Инцлинген — так называемый замок на воде в немецкой общине Инцлинген в федеральной земле Баден-Вюртемберг.
Инцлинген почти наполовину ограничен соседними швейцарскими общинами Риен и Беттинген, принадлежащими к полукантону Базель-Штадт, и эта близость к Швейцарии была определяющей в истории замка.

## История
Первые сведения о замке восходят в 1511 году, когда он был упомянут как собственность доктора медицины Петера Вёльфлина. Новейшие данные, однако, говорят о 1470 годе в связи с родом Райх фон Райхенштайн (Reich von Reichenstein) из Базеля, которому замок принадлежал на протяжении многих столетий, и которые осуществляли правосудие в деревне Инцлинген, начиная с 1394 г. (Базельский бургомистр Генрих Райх фон Райхенштайн получил Инцлинген как лен от маркграфа Рудольфа III фон Хахберг-Заузенберг)
И если ранее считалось, что замок в Инцлингене был возведён около 1500 г., то теперь речь идёт уже о первой половине XV в.; при этом, по-видимому, замок был построен в несколько этапов. В любом случае, современный облик сооружение приобрело в XVI в., будучи перестроенным в соответствии с пришедшей из Голландии модой на загородные резиденции в виде замка на воде (в районе Базеля есть несколько подобных сохранившихся «замков», напр. замок Боттминген).
В XVII и XVIII столетиях внутренние помещения были обставлены сначала в стиле барокко, и затем — в стиле рококо.
В 1819/1820 годах Райхи фон Райхенштайны продали замок за 19 000 гульденов, и в нём на протяжении некоторого времени размещалась прядильно-позументная мануфактура, и затем, на протяжении почти 100 лет — сельскохозяйственное подворье под управлением одной швейцарской семьи из кантона Солотурн.
В 1969 году замок перешёл в собственность общины Инцлинген.

## Современное использование
В замке Инцлинген сегодня располагается ратуша общины. Кроме того, в нём обустроен ресторан.